# Dinastia Lodi

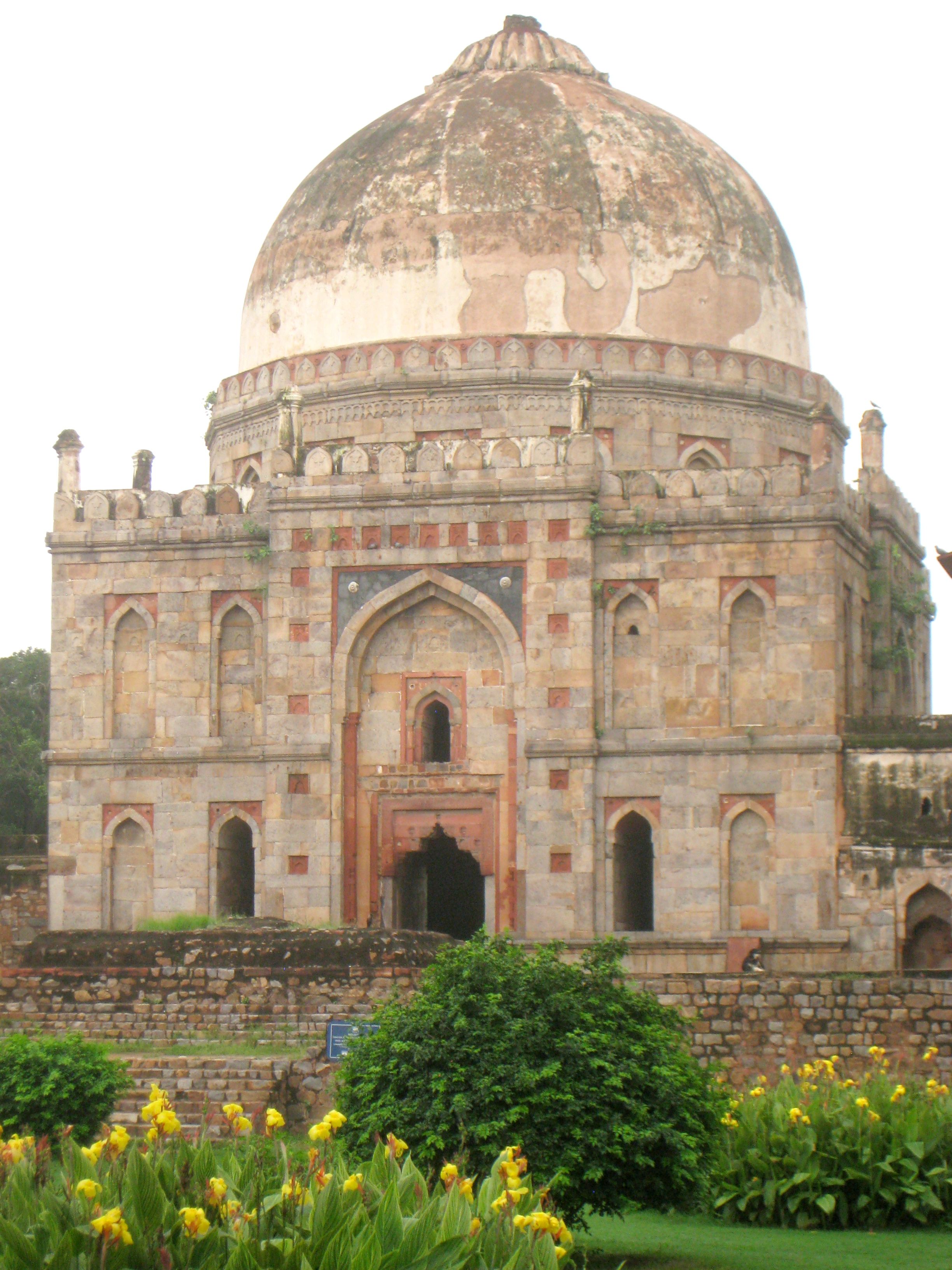
Mausoleo Bara Gumbad nel Giardino di Lodī a Delhi (1494)

La dinastia Lōdī, o Lōdhī (lingua hindi : लोधी, in urdu لودھی‎?, lingua pashtu: لوديانو واکمني) è stata una dinastia musulmana sunnita di origine afghana che regnò sul Sultanato di Delhi dal 1451 al 1526. Succedette alla dinastia Sayyid e venne soppiantata dall'impero Moghul. L'avvento al potere dei Lōdī aveva segnato l'emergere degli Afghani nella politica indiana, precedentemente dominata dai elementi turchi e, dopo i Lōdī, dai turco-mongoli timuridi di Babur.

## Storia
Bahlūl Lōdī, fondatore della dinastia, era un afghano la cui famiglia aveva costruito la sua roccaforte nella regione del Multān. Iniziò con il commercio di cavalli e poi progressivamente estese il suo territorio fino a controllare la maggior parte del Punjab. Dopo aver rimosso da Delhi i Sayyid nel 1451, Bahlūl Lōdī iniziò una politica di conquista. Il trionfo del ricco e potente Sultanato di Jaunpur nel 1479 gli permise di dominare la valle del Gange fino al Bengala e di togliere la sovranità dei Sharqī, ai quali contese il Sultanato. Devoto e tollerante musulmano, fu stimato dai capi indù e afghani. Bahlūl Lōdī morì nel luglio del 1489.
Suo figlio e successore, Sikandar Lōdī, perseguì la politica di conquista territoriale dopo aver sconfitto i suoi rivali. Fissò la sua capitale nella piccola Agra per combattere più efficacemente contro i sovrani rajput, ma non riuscì a conquistare Gwalior. Con l'ampliamento dei suoi possedimenti, instaurò una politica amministrativa efficace, iniziando ad accentrare il governo. Intensificò i controlli sulla contabilità e obbligò le truppe stipendiate dalla nobiltà a obbedire al suo comando. In questo modo permise al Sultanato di accrescere la propria prosperità. Poeta e amante delle arti, si circondò di molti artisti alla sua corte. Tuttavia, spesso si mostrò intollerante e ordinò la distruzione di numerosi templi indù. Morì nel novembre 1517.
Ibrāhīm Lōdī, fratello maggiore, succedette al padre e nominò suo fratello, Jalāl Khān, al governo di Jaunpur. Tuttavia, volendo riunire il Sultanato, richiamò il fratello Ibrāhīm Lōdī a Delhi, ma questi si rifiutò di obbedire. Ne seguì una guerra fratricida che si concluse con la vittoria del Sultano che uccise il fratello. Insospettito, Ibrāhīm Lōdī imprigionò molti nobili ribelli, reprimendo ferocemente una congiura, ma aumentando il malcontento crescente e le rivolte. Le diverse parti in lotta fecero appello al re di Kabul, Babur, che dopo aver conquistato Lahore nel 1524, s'impadronì di Delhi nel 1526, facendovisi incoronare.